# Skelton Inlet
Das Skelton Inlet ist eine vereiste Bucht an der Hillary-Küste im Süden des ostantarktischen Viktorialands. Sie stellt den Ort der Einmündung des Skelton-Gletschers in die Westflanke des Ross-Schelfeises dar. An ihrer Einfahrt zwischen Kap Timberlake und dem Fishtail Point ist sie 16 km breit.
Teilnehmer der Discovery-Expedition (1901–1904) unter der Leitung des britischen Polarforschers Robert Falcon Scott entdeckten die Bucht und benannten sie nach Reginald Skelton (1872–1956), leitender Ingenieur der Forschungsreise.